# Joaquín Nin y Castellanos
Joaquín Nin y Castellanos (ur. 29 września 1879 w Hawanie, zm. 24 października 1949 tamże) – kubański kompozytor i pianista.

## Życiorys
Uczył się gry na fortepianie u Carlosa Vidielli w Barcelonie, debiutował publicznie jako pianista w wieku 12 lat. Kształcił się ponadto prywatnie u Maurycego Moszkiewskiego oraz u Vincenta d’Indy’ego w Schola Cantorum de Paris, w której w latach 1905–1908 wykładał. Był jednym z pierwszych wykonawców muzyki dawnej, której poświęcił wiele artykułów. Opublikował kilka zbiorów dawnej muzyki hiszpańskiej, m.in. utwory Antonio Solera. Był zwolennikiem wykonawstwa fortepianowego i sprzeciwiał się przywróceniu klawesynu. Koncertował i działał początkowo w Europie, w 1939 roku wrócił na Kubę. Komponować regularnie zaczął dopiero w późnym okresie swojego życia, jego utwory utrzymane są w ramach hiszpańskiej tradycji muzycznej z wpływami francuskiego impresjonizmu.
W 1929 roku otrzymał order Legii Honorowej. Od 1930 roku był członkiem korespondentem Królewskiej Akademii Sztuk Pięknych św. Ferdynanda w Madrycie. 
Był ojcem kompozytora Joaquína Nin-Culmella oraz pisarki Anaïs Nin.

## Wybrane kompozycje
(na podstawie materiałów źródłowych)

### Utwory fortepianowe
- 16 sonates anciennes d’auteurs espagnols (1925)
- Danza ibérica (1926)
- Mensaje a Claude Debussy (1929)
- Cadena de valses (1929)
- „1830” variaciones (1930)
- Canto de cuna para los huérfanos de España (1939)

### Pozostałe
- 20 cantos populares españoles na głos i fortepian (1923)
- 10 noëls espagnols na głos i fortepian (1932)
- Aus jardín de Lindaraja na skrzypce i fortepian (1927)
- 5 commentarios na skrzypce i fortepian (1929)